# Castellavazzo
Castellavazzo (fino al 2011 Castello Lavazzo, Castèl in veneto) è una frazione del comune italiano di Longarone, in provincia di Belluno.

## Geografia fisica
Castellavazzo si trova subito a nord di Longarone sul versante occidentale della valle del Piave.

## Origini del nome
Dante Olivieri riconosce nel toponimo Lavazzo una traccia del latino lābes "smottamento". Per Giovan Battista Pellegrini, invece, esso deriva da Laebactes, una popolazione stanziata in epoca storica presso la zona.

Castello è chiaramente un riferimento all'antico fortilizio presso il quale si è sviluppato il paese.

## Storia
Castellavazzo è sorta in posizione strategica, arroccata su uno sperone roccioso alla destra del Piave. Il primo nucleo del paese fu infatti rappresentato dal Castellum Laebactium, un fortilizio dal quale si potevano controllare i traffici tra la Pianura Veneta e il Nord. Tutto ciò permise all'abitato di assumere una primaria importanza anche dai punti di vista ecclesiastico (come sede di pieve) e civile.
Successivamente le funzioni del Castellum Laebactium furono trasferite al castello della Gardona, ubicato più a nord, presso il confine con il Cadore. Il disastro del Vajont, il 9 ottobre 1963, colpì profondamente Castellavazzo, dove, assieme a Codissago, si registrarono 203 morti.
Venne distrutta anche la pregevole Villa Malcolm, importante centro di vita mondana longaronese sul finire dell'Ottocento.
Già comune autonomo con le frazioni di Codissago, Olantreghe e Podenzoi, il 22 febbraio 2014 si è fuso con il comune di Longarone per costituire un nuovo comune denominato sempre Longarone. Al momento della fusione il comune di Castellavazzo aveva una popolazione di circa 1 600 abitanti.

### Simboli
In base agli accordi politici, il neonato comune di Longarone ha tramandato nello stemma e nel gonfalone la tradizione araldica di quello soppresso di Castellavazzo in cui era raffigurata la Torre della Gardona.
Lo stemma era stato concesso con regio decreto del 28 gennaio 1929 e si poteva blasonare:
di rosso, alla torre vista di spigolo, d'argento, merlata alla ghibellina di sette merli visibili, uno angolare e tre in ogni lato, murata di nero, chiusa di due e finestrata di dieci dello stesso, una porta e cinque finestre in ogni facciata, le finestre poste due, una, due; essa torre fondata sulla campagna di verde, attraversante, e sormontata dalla serpe d'oro, ondeggiante in palo.
Il serpente ricorda la presenza dei resti di un tempio dedicato al dio Esculapio.
Il gonfalone, concesso con D.P.R. del 26 agosto 1959, era un drappo partito di bianco e di rosso.

## Società

### Evoluzione demografica
Abitanti censiti

## Economia
Castellavazzo è un centro secolarmente legato alla lavorazione della pietra. Importante nel corso del XX secolo è stata l'attività di un moderno cementificio, poi chiuso alla fine del secolo.

## Amministrazione
| Periodo        | Periodo          | Primo cittadino | Partito                           | Carica  | Note |
| -------------- | ---------------- | --------------- | --------------------------------- | ------- | ---- |
| 14 aprile 2008 | 27 maggio 2013   | Franco Roccon   | Lista civica Per Voi              | Sindaco |      |
| 27 maggio 2013 | 21 febbraio 2014 | Sonia Salvador  | Lista civica Vivere Castellavazzo | Sindaco |      |